# Швајген
Швајген (њем. Schwaigen) општина је у њемачкој савезној држави Баварска. Једно је од 22 општинска средишта округа Гармиш-Партенкирхен. Према процјени из 2010. у општини је живјело 614 становника. Посједује регионалну шифру (AGS) 9180131.

## Географски и демографски подаци
Швајген се налази у савезној држави Баварска у округу Гармиш-Партенкирхен. Општина се налази на надморској висини од 656 метара. Површина општине износи 23,6 km². У самом мјесту је, према процјени из 2010. године, живјело 614 становника. Просјечна густина становништва износи 26 становника/km².